# جری دین (بازیکن فوتبال)
جری دین (انگلیسی: Jerry Dean؛ زادهٔ 13 February 1881) بازیکن فوتبال است.